# Alphonse Decuyper
Alphonse Decuyper est un joueur de water-polo français né le 3 avril 1877 et mort le 7 juin 1937.

## Carrière
Alphonse Decuyper fait partie de l'équipe de la Libellule de Paris qui remporte la médaille de bronze aux Jeux olympiques d'été de 1900 se tenant à Paris.